# Champagnac-la-Noaille
Champagnac-la-Noaille település Franciaországban, Corrèze megyében. Lakosainak száma 230 fő (2022. január 1.). Champagnac-la-Noaille Clergoux, Eyrein, Lafage-sur-Sombre, Marcillac-la-Croisille, Saint-Pardoux-la-Croisille és Montaignac-sur-Doustre községekkel határos.

## Népesség
A település népességének változása:
| Lakosok száma | 315  | 258  | 221  | 215  | 234  | 244  | 233  | 227  | 226  | 230  |
|               | 1968 | 1982 | 1990 | 2006 | 2013 | 2015 | 2017 | 2019 | 2020 | 2022 |